# Epicharis dejeanii
Epicharis dejeanii är en biart som beskrevs av Amédée Louis Michel Lepeletier 1841. Epicharis dejeanii ingår i släktet Epicharis och familjen långtungebin. Inga underarter finns listade i Catalogue of Life.